# Makuva

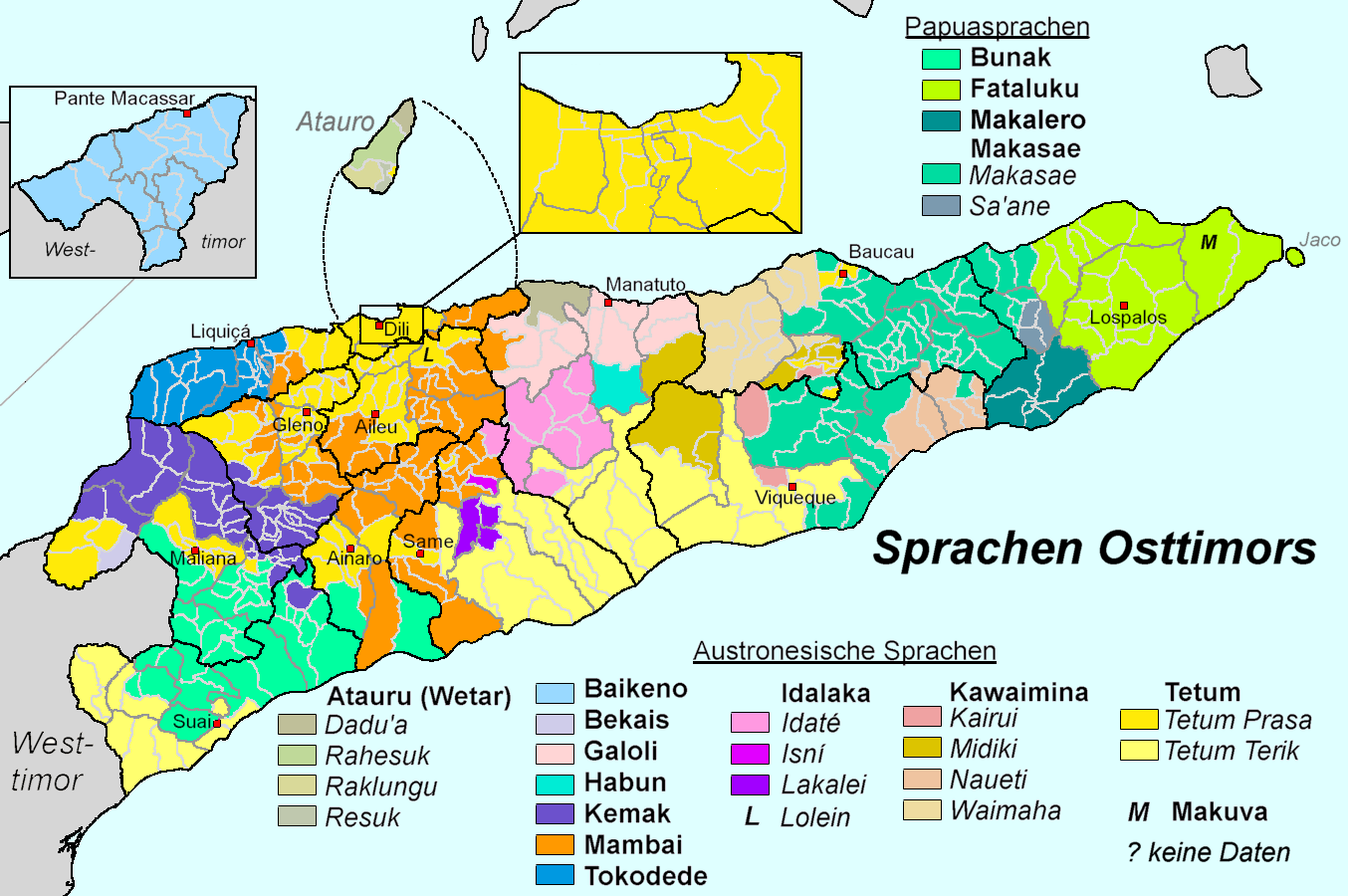
Die größten Sprachgruppen in den Sucos Osttimors.

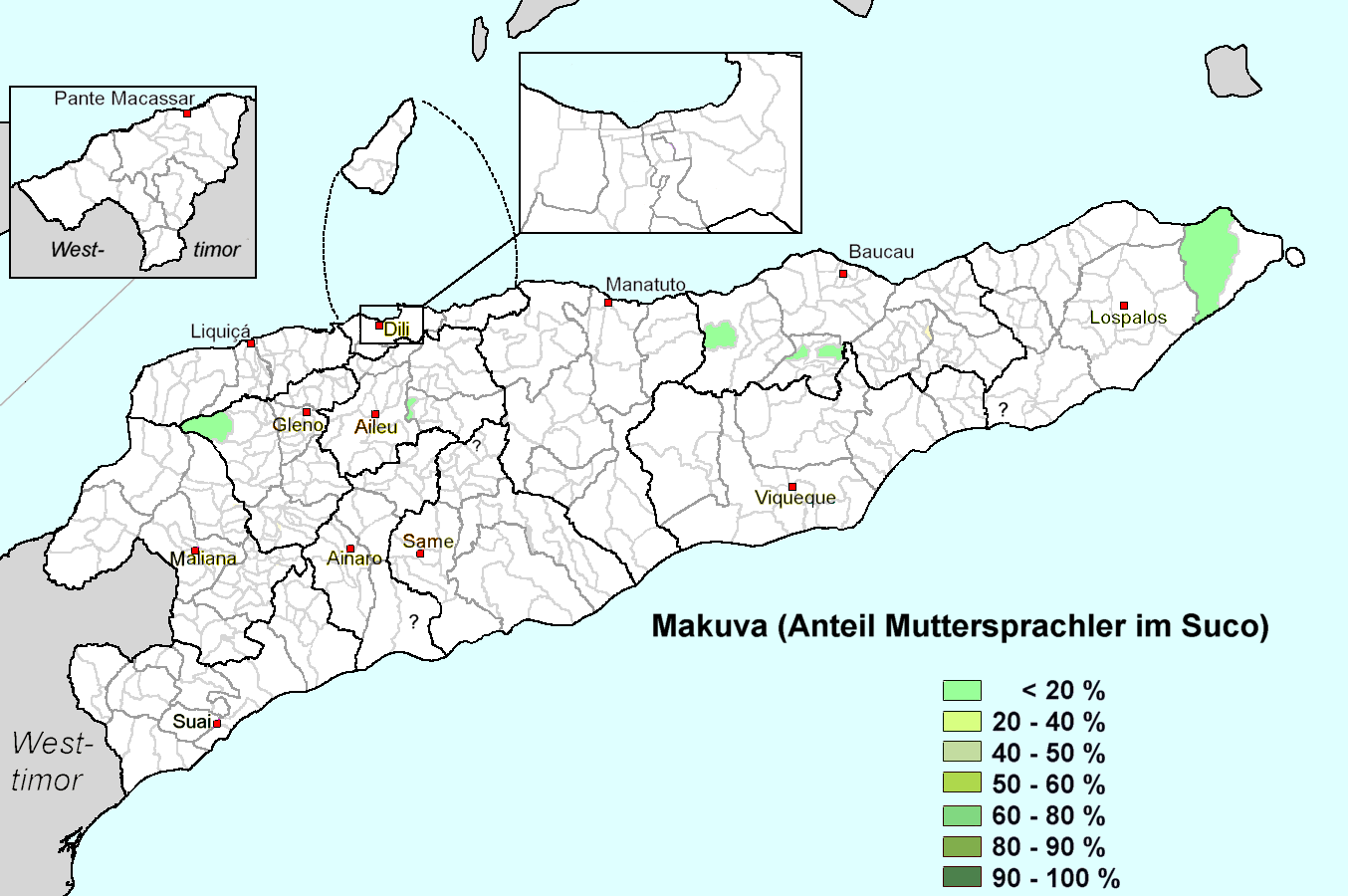
Anteil von Makuva-Muttersprachlern in den Sucos Osttimors.

Makuva (Makuwa, Maku'a, Lovaia, Lovaea) ist eine Ethnie Osttimors, die früher im Dorf Lovaia lebten und dann ihr Zentrum in der größeren Siedlung Mehara, westlich von Tutuala (Gemeinde Lautém), haben. Die Makuva wurden bereits zuvor 1946 von ihren ursprünglichen Heimatdörfern Loikere und Polamanu an der Nordküste nach Lovaia umgesiedelt. Heute sind die Mitglieder über Osttimor verstreut. Im Jahre 2015 lebten von den 121 Muttersprachlern 33 in der Gemeinde Baucau, 44 in Dili, 13 in Viqueque und nur noch drei in der Gemeinde Lautém. Die anderen Makuva-Sprecher verteilen sich auf die anderen Gemeinden des Landes. 2024 wurde berichtet, dass nur noch 56 Personen Makuva sprechen.

## Sprache
Makuva ist eine Malayo-polynesische Sprache des Timorzweigs, die vom Aussterben bedroht ist. Die jüngere Generation spricht zumeist die Nationalsprache Fataluku, die zu den Papuasprachen gehört. Noch Mitte des 20. Jahrhunderts war Makuva in der Gemeinde Lautém deutlich weiter verbreitet, doch geht man davon aus, dass die ursprünglich Makuva sprechende Bevölkerung mit der Zeit immer mehr von den Fataluku assimiliert wurde. Die indonesische Operation Donner führte 1999 auch in der Region zu schweren Umwälzungen. Die Dörfer, in denen Makuva gesprochen wurde, wurden zerstört. Die Bevölkerung wurde nach Westtimor deportiert oder floh in die umliegenden Höhlen. Jene drei Makuva-Sprecher, die Linguisten als Referenz dienten, haben die damaligen Ereignisse möglicherweise nicht überlebt.
Fataluku hat aber umgekehrt viele austronesische Lehnwörter übernommen. Der niederländische Linguist Aone van Engelenhoven sieht in Makuva weniger eine aussterbende Sprache, als eine „Sprache in Koma“, ähnlich dem Latein. Makuva sei demnach eine rituelle Sprache, die Ausgewählte erst mit etwa 60 Jahren lernen. Sie merkt dabei an, dass die „Lovaia“ als Eigenbezeichnung bevorzugt wird. „Makuva“ ist ein altes Wort in Fataluku, das schlicht „Idiot“ heißt. Die Bezeichnung wurde von Fataluku aus dem Westen verwendet, die die Sprache der Menschen in der Region von Tutuala nicht verstanden. Als Sprecher der „fata lukunu“ (wörtlich „die korrekte Sprache“ oder „klare Rede“) war für die Leute aus den Westen jede andere Sprache automatisch inkorrekt und so im Allgemeinen keine richtige Sprache.
Makuva ist dem Meher-Dialekt der nahen indonesischen Insel Kisar ähnlich. Die Herkunft der Sprache ist aber noch nicht ganz klar. Während es möglich ist, dass Makuva ein Ableger des Meher auf Timor ist, deuten einige Anzeichen, wie seine archaische Natur darauf hin, dass es selbst die Urform des Meher und anderer verwandter Sprachen zwischen Timor und Neuguinea ist. Nach dieser Hypothese wäre Osttimor das Sprungbrett für die Austronesation der östlich gelegenen Region bis hin zu den Südmolukken außer Wetar und den Aru-Inseln.
Makuva ist eine der 15 in der Verfassung anerkannten Nationalsprachen Osttimors.
| Zahlen in Makuva |        |
| Zahl             | Makuva |
| 1                | itetlá |
| 2                | urua   |
| 3                | okelo  |
| 4                | o'aka  |
| 5                | olima  |
| 6                | oneme  |
| 7                | oíko   |
| 8                | oava   |
| 9                | osia   |
| 10               | ideli  |